# Scomber australasicus
Cá thu ảo hay còn gọi là cá thu lam hay cá thu kim (Danh pháp khoa học: Scomber australasicus) là một loài cá trong họ cá thu ngừ Scombridae.

## Đặc điểm
Cá thu ảo có kích thước nhỏ hơn nhiều lần so với các loại cá thu khác. Con nào dài nhất cũng chỉ 25 – 30 cm, chúng sống xa bờ, chủ yếu ở các biển ôn đới và nhiệt đới. Mùa cá thu ảo thường kéo dài từ tháng 5 đến đầu tháng 10 dương lịch. Cũng như các loại cá thu khác, cá thu ảo thường cho rất nhiều thịt và dầu, da có màu sẫm hơn một chút,có một ít vảy,cơ thịt mịn hơn,có màu tối hơn. Thân hình thoi rất dài, dẹp bên, đầu nhọn, có 2 vây lưng, lưng màu xanh, 2 bên thân trắng bạc.

## Ẩm thực
Ở Việt Nam, cá còn được người dân một số vùng biển gọi là cá ảo, cá có màu sẫm và lớp da mịn bóng hơn cá thu bình thường. Đặc biệt thân hình của chúng hơi dẹt chứ không đầy đặn. Cá thu ảo có thể chế biến thành nhiều món với các kiểu chiên, kho hoặc nấu canh… Thịt cá dai nên cũng hay được dùng xay ra làm chả cá.
Cá thu ảo thường được chế biến các món quen thuộc như: nấu ngọt, kho rim, sốt cà chua... Độc đáo nhất là món cá thu chưng tiêu. Cá thu ảo thường được đem chưng cách thủy. Cách làm rất đơn giản: mua cá còn tươi đem về, làm sạch ruột, dùng kéo cắt làm đôi hoặc làm ba con cá, cho vào chén ăn cơm.